# Alliance Satchō

Localisation des principaux clans composants puis raliés à l'alliance Satchō lors de la guerre de Boshin
Domaine de Chōshū
Domaine de Satsuma
Domaine de Saga
Domaine de Tosa

L'alliance Satchō (薩長同盟, Satsuma-Chōshū dōmei) est une alliance militaire secrète au Japon entre le domaine de Satsuma et le Domaine de Chōshū formée en 1866 dans le but de renverser le bakufu des Tokugawa.
Le terme de « Satchō » (薩長藩, Satchō-han) est une abréviation obtenue en combinant les noms de deux des plus puissants domaines anti-shogunat à l'époque Edo : la province de Satsuma (薩摩), qui correspond aujourd'hui à la préfecture de Kagoshima, et la province de Chōshū (長州藩, Chōshū-han), connue de nos jours sous le nom de préfecture de Yamaguchi.
Dans les années 1860, Satsuma eut tendance à adopter une attitude modérée pour maintenir le statu quo, tandis que Chōshū devint la base du soulèvement pour la chute du shogunat. Via la médiation de Sakamoto Ryoma du domaine de Tosa (actuelle préfecture de Kōchi), les dirigeants militaires Saigō Takamori et Okubo Toshimichi de Satsuma s'unirent à Kido Takayoshi de Chōshū, bien que leurs deux domaines soient traditionnellement des ennemis jurés : les hommes de tête de ces deux domaines décidèrent que le moment était venu de changer cette situation.
L'alliance eut un rôle crucial dans la capacité de Chōshû à résister à l'expédition punitive envoyée contre lui par le bakufu en 1866 et dans le succès des forces impériales dans la guerre de Boshin (1867-1868) qui s'ensuivit. Dès l'avènement de la restauration Meiji commença une ère de domination des hommes de Satsuma et de Chōshû dans le gouvernement de Meiji jusqu'au XXe siècle.